# Њутонсвил (Охајо)
Њутонсвил (енгл. Newtonsville) град је у америчкој савезној држави Охајо.

## Демографија
По попису из 2010. године број становника је 392, што је 100 (-20,3%) становника мање него 2000. године.
| Група             | 2000.       | 2010.       |
| Белци             | 488 (99,2%) | 384 (98,0%) |
| Афроамериканци    | 0 (0,0%)    | 0 (0,0%)    |
| Азијати           | 1 (0,2%)    | 0 (0,0%)    |
| Хиспаноамериканци | 2 (0,4%)    | 4 (1,0%)    |
| Укупно            | 492         | 392         |